# 大侵略
『大侵略』（だいしんりゃく、原題：Play Dirty）は、1968年に公開されたマイケル・ケイン主演の戦争映画。
第二次世界大戦中に北アフリカ戦線で活動したイギリス軍の特殊部隊（SAS、LRDG、PPA）の活動を下敷きにした「ならず者部隊」もの。邦題から想像されるような大規模作戦を描いた作品ではない。名もない特殊作戦の顛末を通して、軍という組織の非情さ、汚さ、戦いの無意味さを描く佳品。当時の英独両軍の兵士に愛された歌謡曲「リリー・マルレーン」が、タイトルバックではドイツ語で、エンドタイトルでは英語で流れ、作品の陰影を濃くしている。

## あらすじ
1942年の北アフリカ。ロンメル元帥率いるドイツ軍の快進撃にイギリス軍は押されまくり、後方撹乱作戦も失敗を重ねていた。イギリス軍上層部は特殊部隊作戦の中止を考えるが、そこに砂漠の中のドイツ軍燃料基地の位置情報が入り、最後の作戦としてその爆破が企画される。司令官ブロア准将も、モントゴメリー元帥着任前に手柄を立てておく機会として作戦を承認する。
作戦の指揮官には、正規部隊から石油輸送に詳しいダグラス大尉が指名された。ダグラスは、殺人犯・詐欺師・同性愛者などの寄せ集めの扱いづらい部隊を率いて砂漠に乗り込んでいく。だがそこには敵軍の罠と友軍の裏切りが待ち構えていた。

## キャスト
| 役名                   | 俳優                       | 日本語吹替                                          |
| 役名                   | 俳優                       | NETテレビ版                                         |
| ---------------------- | -------------------------- | --------------------------------------------------- |
| ダグラス大尉           | マイケル・ケイン           | 広川太一郎                                          |
| シリル・リーチ大尉     | ナイジェル・ダヴェンポート | 納谷悟朗                                            |
| マスターズ大佐         | ナイジェル・グリーン       | 穂積隆信                                            |
| ブロア准将             | ハリー・アンドリュース     | 加藤精三                                            |
| コスタス・マノフ       | タキス・エマヌエル         | 西山連                                              |
| ブデッシュ             | スコット・ミラー           | 渡部猛                                              |
| サドック               | アリ―・ベン・アイド        | 矢田耕司                                            |
| アルウッド大尉         | ダニエル・ピロン           | 石丸博也                                            |
| アラン・ワトキンス少佐 | パトリック・ジョーダン     | 田中康郎                                            |
| 不明 その他            |                            | 飯塚昭三 徳丸完 肝付兼太 京田尚子 千田光男 石森達幸 |
|                        |                            |                                                     |
| 演出                   | 演出                       | 加藤敏                                              |
| 翻訳                   | 翻訳                       | 木原たけし                                          |
| 効果                   |                            |                                                     |
| 調整                   | 調整                       | 前田仁信                                            |
| 制作                   | 制作                       | 東北新社                                            |
| 解説                   | 解説                       | 淀川長治                                            |
| 初回放送               | 初回放送                   | 1973年8月5日 『日曜洋画劇場』                       |

※日本語吹替はDVD収録。